# Брафхейд, Эдсон
Э́дсон Рене́ Бра́фхейд (нидерл. Edson René Braafheid, произношение [ˈɛtsɔn ˈbraːfɦɛit]; 8 апреля 1983, Парамарибо, Суринам) — нидерландский футболист, защитник американского клуба «Остин Боулд».
Карьера Брафхейда началась в 2003 году в клубе «Утрехт». В 2007 году на правах свободного агента Эдсон пополнил состав команды «Твенте». Через два года за два с половиной миллиона евро нидерландец был приобретён мюнхенской «Баварией». В составе «красных» Брафхейд закрепиться не смог, и в феврале 2010 года он был отдан в аренду до конца сезона в шотландский «Селтик». По возвращении в Германию Эдсон пробыл в Мюнхене полгода, после чего перешёл в другой немецкий клуб «Хоффенхайм». 31 августа 2012 года нидерландца арендовал его бывший клуб «Твенте».
С 2004 по 2006 год Брафхейд выступал за молодёжную сборную Нидерландов, в её составе выиграл европейское первенство 2006 года, проходившее в Португалии. С 2009 года Эдсон защищает цвета первой национальной команды. В 2010 году с «оранжевыми» стал вице-чемпионом мира. Всего за сборную Нидерландов Брафхейд провёл десять матчей.

## Клубная карьера

### «Утрехт»
Профессиональная карьера Брафхейда началась в клубе «Утрехт» в 2003 году. За эту команду он играл на протяжении четырёх лет, проведя за неё 81 матч и забив два гола.

### «Твенте»
В зимнее трансферное окно сезона 2006/07 контракт Брафхейда с «Утрехтом» истёк, и Эдсон перебрался в клуб «Твенте» на правах свободного агента, подписав соглашение до конца 2010 года. 10 февраля 2007 года Эдсон в матче нидерландского чемпионата против «Фейеноорда» дебютировал за свой новый клуб.
В «Твенте» молодого футболиста перевели с привычной позиции левого защитника в центральную зону обороны. Своей уверенной игрой в новом для него амплуа Брафхейд вытеснил из основного состава «красных» бывшего партнёра по молодёжной сборной Нидерландов, Рамона Зомера. Бывший в то время наставником «Твенте» Фред Рюттен в одном из интервью заявил, что он перевёл Эдсона на позицию центрального защитника вследствие травм основных игроков, играющих в этом амплуа, но он не ожидал, что молодой футболист сможет так ярко заиграть на этом месте.

### «Бавария»
11 июня 2009 года Брафхейд перешёл в мюнхенскую «Баварию». Сумма отступных, которую немецкий клуб заплатил «Твенте» за Эдсона, составила 2,5 миллиона евро. Однако за первые полгода, проведённые в стане баварцев, игрок не смог обеспечить себе постоянного места в основном составе команды, поэтому вынужден был просить руководство немецкого клуба отдать его в аренду. Этот поступок был прежде всего связан с желанием футболиста иметь постоянную игровую практику, чтобы принять участие со сборной Нидерландов в мировом чемпионате 2010.

### «Селтик»
Руководство «Баварии» пошло на встречу Брафхейду, и 1 февраля 2010 года Эдсон по арендному соглашению до конца сезона 2009/10 перебрался в шотландский «Селтик».
Сразу же после своего присоединения к новой команде нидерландец зарекомендовал себя, как игрок основного состава «кельтов». Дебют Эдсона в «Селтике» состоялся 7 февраля 2010 года в матче Кубка Шотландии против «Данфермлин Атлетик». Через три дня нидерландец впервые вышел на поле в матче чемпионата Шотландии, когда «бело-зелёные» победили «Харт оф Мидлотиан» 2:0.
После отставки с тренерского мостика «Селтика» Тони Моубрея Эдсон потерял место в основном составе глазговцев. 12 апреля стало известно, что нидерландец был оштрафован новым главным тренером «кельтов» Нилом Ленноном за то, что тот самовольно покинул расположение команды, узнав о своём непопадании в заявку на полуфинальный матч Кубка Шотландии против «Росс Каунти». По словам наставника «бело-зелёных» он разговаривал с Брафхейдом по этому поводу, и тот принёс извинения за свой проступок.

### «Хоффенхайм»
Вернувшись в «Баварию», Эдсон вновь не смог закрепиться в основном составе, проведя к концу октября 2010 года всего пять игр. Положение Брафхейда в клубе осложнилось ещё больше после его конфликта с главным тренером мюнхенцев Луи ван Галем в ноябре того же года, после чего нидерландец стал редким гостем даже на скамейке запасных. 27 января 2011 года Эдсон перебрался в команду «Хоффенхайм», подписав контракт сроком на три года. Дебют нидерландца в составе своей новой команды состоялся 5 февраля 2011 года, когда он вышел на замену на 73-й минуте поединка против «Кайзерслаутерна». На поле Брафхейд провёл всего лишь шесть минут, после чего был удалён за отмашку от соперника. 28 апреля 2012 года нидерландец впервые отличился голом за «Хоффенхайм», поразив ворота клуба «Нюрнберг». В июне 2012 года наставник «сине-белых» Маркус Баббель заявил, что Брафхейд и его одноклубник Райан Бабел сменят клуб в межсезонье.

### Возвращение в «Твенте»
31 августа 2012 года Эдсон был отдан в аренду сроком до конца сезона 2012/13 в свой бывший клуб — «Твенте».

### Возвращение в «Утрехт»
17 августа 2016 года Брафхейд подписал однолетний контракт со своим первым клубом — «Утрехт».

### «Остин Боулд»
3 августа 2018 года Брафхейд был представлен в качестве одного из трёх первых игроков новообразованного клуба «Остин Боулд» из Чемпионшипа ЮСЛ, второго по уровню дивизиона США.

### Клубная статистика
| Клуб                  | Сезон                 | Чемпионат | Чемпионат | Кубок | Кубок | Кубок Лиги | Кубок Лиги | Плей-офф Лиги | Плей-офф Лиги | Еврокубки | Еврокубки | Итого | Итого |
| Клуб                  | Сезон                 | Игры      | Голы      | Игры  | Голы  | Игры       | Голы       | Игры          | Голы          | Игры      | Голы      | Игры  | Голы  |
| --------------------- | --------------------- | --------- | --------- | ----- | ----- | ---------- | ---------- | ------------- | ------------- | --------- | --------- | ----- | ----- |
| Утрехт                | 2003/04               | 14        | 0         | —     | —     | —          | —          | —             | —             | 1         | 0         | 15    | 0     |
| Утрехт                | 2004/05               | 23        | 0         | 1     | 0     | —          | —          | —             | —             | 4         | 0         | 28    | 0     |
| Утрехт                | 2005/06               | 31        | 2         | —     | —     | —          | —          | —             | —             | 1         | 0         | 32    | 2     |
| Утрехт                | 2006/07               | 13        | 0         | —     | —     | —          | —          | —             | —             | —         | —         | 13    | 0     |
| Всего за «Утрехт»     | Всего за «Утрехт»     | 81        | 2         | 1     | 0     | 0          | 0          | 0             | 0             | 6         | 0         | 88    | 2     |
| Твенте                | 2006/07               | 11        | 0         | —     | —     | —          | —          | 2             | 0             | —         | —         | 13    | 0     |
| Твенте                | 2007/08               | 32        | 0         | 1     | 0     | —          | —          | 4             | 1             | 1         | 0         | 38    | 1     |
| Твенте                | 2008/09               | 33        | 1         | 6     | 0     | —          | —          | —             | —             | 9         | 0         | 48    | 1     |
| Твенте                | 2012/13               | 19        | 0         | —     | —     | —          | —          | —             | —             | 6         | 0         | 25    | 0     |
| Всего за «Твенте»     | Всего за «Твенте»     | 95        | 1         | 7     | 0     | 0          | 0          | 6             | 1             | 16        | 0         | 124   | 2     |
| Бавария               | 2009/10               | 9         | 0         | 3     | 0     | —          | —          | —             | —             | 2         | 0         | 14    | 0     |
| Бавария               | 2010/11               | 3         | 0         | 1     | 0     | —          | —          | —             | —             | 1         | 0         | 5     | 0     |
| Всего за «Баварию»    | Всего за «Баварию»    | 12        | 0         | 4     | 0     | 0          | 0          | 0             | 0             | 3         | 0         | 19    | 0     |
| Селтик                | 2009/10               | 10        | 0         | 2     | 0     | —          | —          | —             | —             | —         | —         | 12    | 0     |
| Всего за «Селтик»     | Всего за «Селтик»     | 10        | 0         | 2     | 0     | 0          | 0          | 0             | 0             | 0         | 0         | 12    | 0     |
| Хоффенхайм            | 2010/11               | 10        | 0         | —     | —     | —          | —          | —             | —             | —         | —         | 10    | 0     |
| Хоффенхайм            | 2011/12               | 21        | 1         | 3     | 0     | —          | —          | —             | —             | —         | —         | 24    | 1     |
| Всего за «Хоффенхайм» | Всего за «Хоффенхайм» | 31        | 1         | 3     | 0     | 0          | 0          | 0             | 0             | 0         | 0         | 34    | 1     |
| Всего за карьеру      | Всего за карьеру      | 228       | 4         | 17    | 0     | 0          | 0          | 6             | 1             | 25        | 0         | 276   | 5     |

(откорректировано по состоянию на 30 марта 2013)

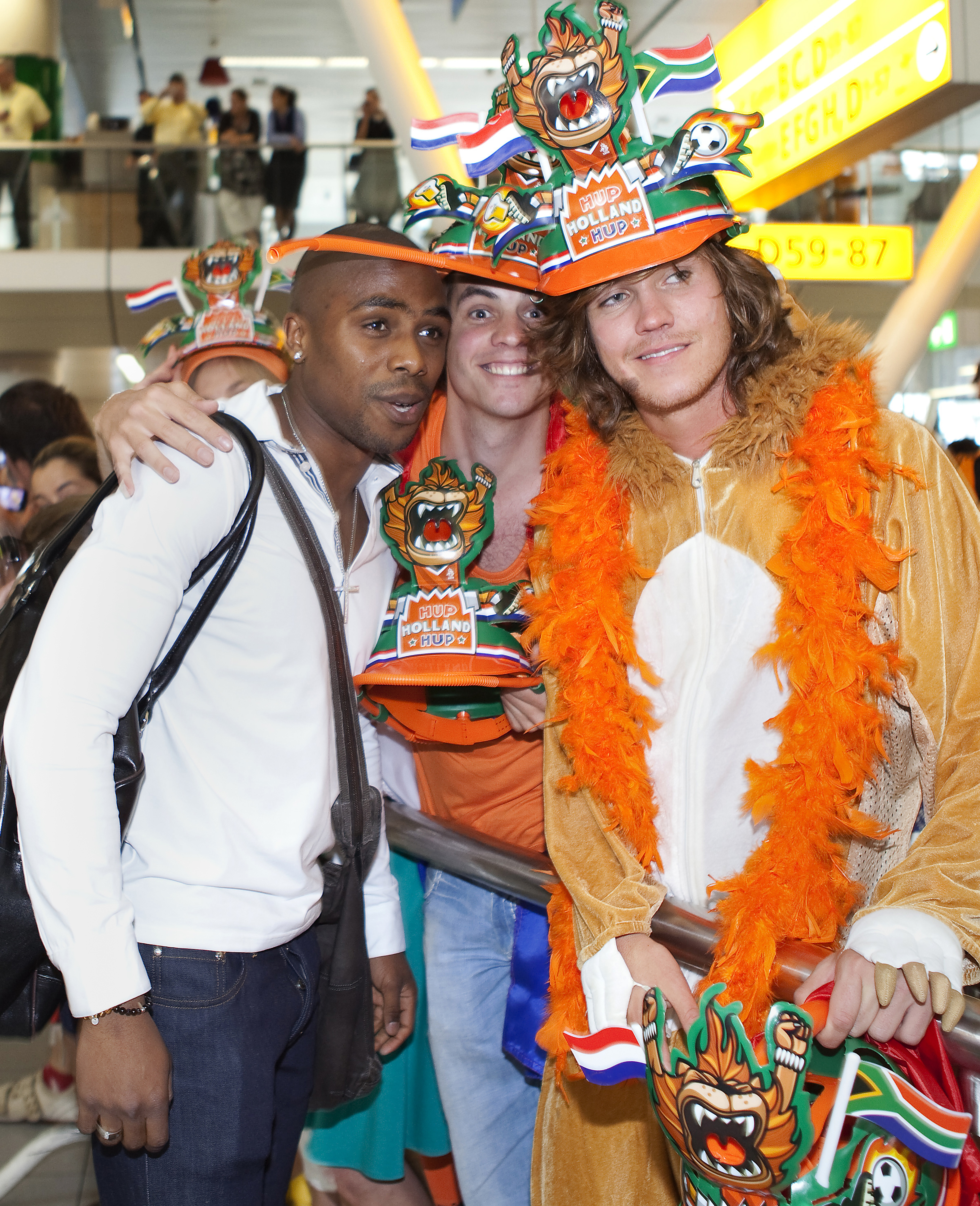
Брафхейд (слева) с болельщиками сборной Нидерландов.

## Сборная Нидерландов
В 2006 году Брафхейд выиграл с молодёжной сборной Нидерландов европейское первенство среди молодёжных команд, проходившее в Португалии.
В начале 2008 года нидерландский футбольный эксперт Хуго Борст назвал Эдсона «будущим национальной сборной» и призвал наставника «оранжевых» Марко ван Бастена включить защитника в состав команды, которая готовилась принять участие в чемпионате Европы 2008. Фанаты восприняли этот призыв позитивно, признавая, что защитные ряды сборной ощутимо ослабли после того, как карьеру закончили Яп Стам и Франк де Бур. Несмотря на все призывы взять Брафхейда на Евро-2008, Ван Бастен отказался это сделать. Летом этого же года Брафхейд вместе с другим защитником «Твенте», Робом Вилартом, был включён в состав олимпийской сборной Нидерландов для участия в Летних Олимпийских играх 2008 в Пекине. Но из-за встреч «красных» в квалификации Лиги чемпионов с «Аяксом», совпадающих по срокам проведения с олимпийским турниром, Эдсону и Робу запретили ехать в Китай.
19 ноября 2008 года Брафхейд впервые сыграл за Вторую сборную Нидерландов в матче, где «оранжевые» проиграли шведам 0:3.
В оранжевой футболке сборной Эдсон дебютировал 11 февраля 2009 года в матче нидерландцев с Тунисом.
11 мая 2010 года Брафхейд был включён в предварительный состав нидерландской сборной на чемпионат мира 2010. 27 мая наставник «оранжевых», Берт ван Марвейк, огласил окончательный список футболистов, едущих на мундиаль — Эдсон оказался в их числе. На чемпионате мира Брафхейд провёл практически весь турнир на скамейке запасных, поучаствовав лишь в одном матче — в финальном поединке против Испании защитник вышел на замену на 105-й минуте поединка вместо капитана «оранжевых», Джованни ван Бронкхорста. Сам матч закончился со счётом 1:0 в пользу «красной фурии».
Всего за национальную сборную Нидерландов Брафхейд отыграл десять матчей.

### Матчи и голы за сборную Нидерландов
| №  | Дата            | Место                                            | Оппонент  | Счёт       | Голы Брафхейда | Соревнование                                           |
| 1  | 11 февраля 2009 | «7 ноября», Радес, Тунис                         | Тунис     | 1:1        | —              | Товарищеский матч                                      |
| 2  | 10 июня 2009    | «Фейеноорд», Роттердам, Нидерланды               | Норвегия  | 2:0        | —              | Отборочный матч чемпионата мира по футболу 2010        |
| 3  | 12 августа 2009 | «Амстердам АренА», Амстердам, Нидерланды         | Англия    | 2:2        | —              | Товарищеский матч                                      |
| 4  | 10 октября 2009 | Сиднейский футбольный стадион, Сидней, Австралия | Австралия | 0:0        | —              | Товарищеский матч                                      |
| 5  | 18 ноября 2009  | «Абе Ленстра», Херенвен, Нидерланды              | Парагвай  | 0:0        | —              | Товарищеский матч                                      |
| 6  | 3 марта 2010    | «Амстердам АренА», Амстердам, Нидерланды         | США       | 2:1        | —              | Товарищеский матч                                      |
| 7  | 26 мая 2010     | «Баденова-Штадион», Фрайбург, Германия           | Мексика   | 2:0        | —              | Товарищеский матч                                      |
| 8  | 11 июля 2010    | «Соккер Сити», Йоханнесбург, ЮАР                 | Испания   | 0:1 (д.в.) | —              | Чемпионат мира по футболу 2010 (финальные игры, финал) |
| 9  | 11 ноября 2011  | «Амстердам АренА», Амстердам, Нидерланды         | Швейцария | 0:0        | —              | Товарищеский матч                                      |
| 10 | 15 ноября 2011  | «Имтех Арена», Гамбург, Германия                 | Германия  | 0:3        | —              | Товарищеский матч                                      |

Итого: 10 матчей / 0 голов; 3 победы, 5 ничьих, 2 поражения.
(откорректировано по состоянию на 15 ноября 2011)

### Сводная статистика игр/голов за сборную
| Сборная          | Год              | Отборочные матчи ЧМ | Отборочные матчи ЧМ | Финальные матчи ЧМ | Финальные матчи ЧМ | Отборочные матчи ЧЕ | Отборочные матчи ЧЕ | Финальные матчи ЧЕ | Финальные матчи ЧЕ | Товарищеские матчи | Товарищеские матчи | Итого | Итого |
| Сборная          | Год              | Игры                | Голы                | Игры               | Голы               | Игры                | Голы                | Игры               | Голы               | Игры               | Голы               | Игры  | Голы  |
| ---------------- | ---------------- | ------------------- | ------------------- | ------------------ | ------------------ | ------------------- | ------------------- | ------------------ | ------------------ | ------------------ | ------------------ | ----- | ----- |
| Нидерланды       | 2009             | 1                   | 0                   | —                  | —                  | —                   | —                   | —                  | —                  | 4                  | 0                  | 5     | 0     |
| Нидерланды       | 2010             | —                   | —                   | 1                  | 0                  | —                   | —                   | —                  | —                  | 2                  | 0                  | 3     | 0     |
| Нидерланды       | 2011             | —                   | —                   | —                  | —                  | —                   | —                   | —                  | —                  | 2                  | 0                  | 2     | 0     |
| Всего за карьеру | Всего за карьеру | 1                   | 0                   | 1                  | 0                  | 0                   | 0                   | 0                  | 0                  | 8                  | 0                  | 10    | 0     |

(откорректировано по состоянию на 15 ноября 2011)

## Достижения
«Бавария»
- Чемпион Германии: 2009/10
- Обладатель Кубка Германии: 2009/10

 Сборная Нидерландов
- Вице-чемпион мира: 2010